# Zoom In
Zoom In è un EP del cantante e cantautore britannico Ringo Starr. L'album è stato pubblicato il 19 marzo 2021 da Universal Music Enterprises.

## Tracce
1. Here's to the Night – 4:05 (Diane Warren)
2. Zoom In, Zoom Out – 3:57 (Jeff Silbar, Joe Turley)
3. Teach Me to Tango – 3:07 (Ringo Starr, Sam Hollander, Grant Michaels)
4. Waiting for the Tide to Turn – 3:54 (Bruce Sugar,Ringo Starr)
5. Not Enough Love in the World – 4:16 (Joseph Williams, Steve Lukather)

## Recensioni
| Recensione          | Giudizio |
| ------------------- | -------- |
| AllMusic            |          |
| NME                 |          |
| Metacritic          | 53/100   |
| The Independent     |          |
| Classic Rock        |          |
| American Songwriter |          |

Zoom In ha ricevuto recensioni generalmente contrastanti da parte della critica. Su Metacritic, che assegna un punteggio normalizzato di 100 alle recensioni dei critici, l'album ha ricevuto un punteggio medio di 53, che indica "recensioni miste o medie", sulla base di 5 recensioni.

## Classifiche
| Classifica (2021)             | Posizione massima |
| ----------------------------- | ----------------- |
| Us Billboard 200              | 179               |
| Us Top Album Rock (Billboard) | 37                |